# Josef Fischenich
Josef Fischenich (* 30. August 1885 auf dem Burg Schweinheim bei Euskirchen; † 2. September 1972 in Düren) war ein preußischer Verwaltungsjurist und Landrat.

## Leben
Fischenich begann seine Laufbahn 1909 als Gerichtsreferendar und leistete im Ersten Weltkrieg von 1914 bis 1918 Kriegsdienst. Ab 1919 war er als Gerichtsassessor und Hilfsarbeiter im Landratsamt Euskirchen beschäftigt. Ab 1921 wirkte er als Regierungsassessor in Köln und dann als Regierungsrat in Münster. 1923 bis 1928 amtierte Fischenich als Landrat im Kreis Stuhm, Provinz Ostpreußen. Ab 1928 wirkte er als Vizepräsident an der Regierung in Erfurt. Seit 1929 war er zudem Mitglied der Akademie gemeinnütziger Wissenschaften zu Erfurt. Am 4. Oktober 1932 wurde er und wurde 1929 i. e. R. versetzt. Ab 11. Oktober 1932 bis zum 6. April 1933 amtierte Fischenich vertretungsweise als Landrat im Kreis Grevenbroich-Neuss und wurde am 8. August 1933 erneut in den Ruhestand versetzt. Im Zweiten Weltkrieg wurde er dienstverpflichtet und als Hilfsangestellter bei der Regierung in Trier von 1942 bis 1944 beschäftigt.
Nach dem Krieg war Fischenich ab dem 30. August 1945 als Regierungsdirektor in Köln tätig und ging 1951 in den Ruhestand.
Er war seit 1905 Mitglied der katholischen Studentenverbindung KDStV Ripuaria Bonn im CV.